# Exploració de Júpiter

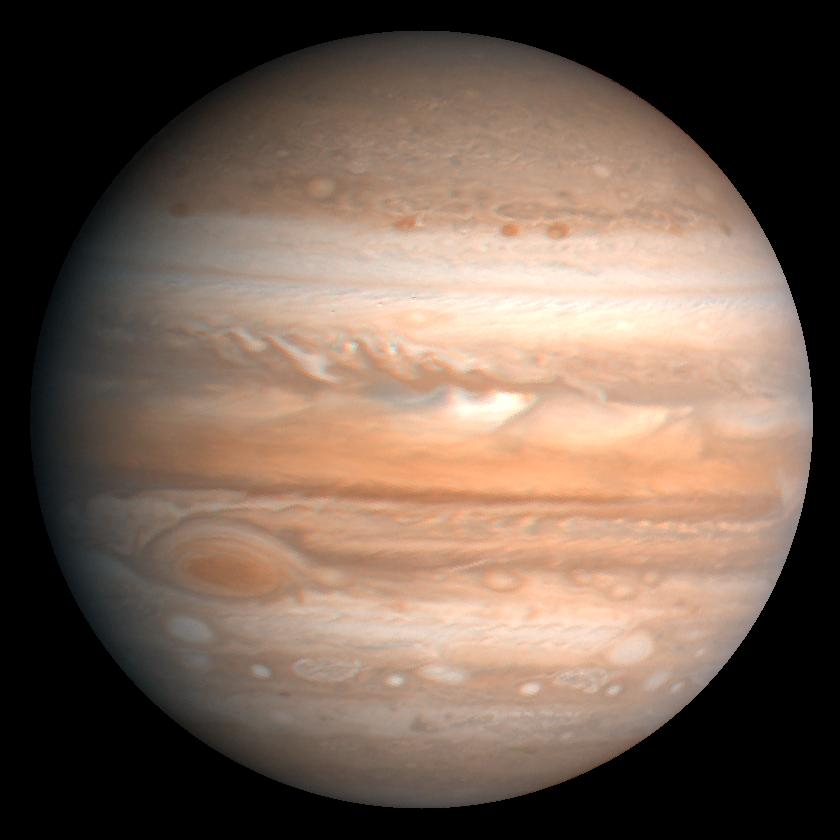
Júpiter

L'exploració de Júpiter es va iniciar el 1973 amb una primera missió espacial que va ser succeïda per unes altres vuit, que incloïen no només el planeta sinó també els seus satèl·lits. Totes aquestes missions han sobrevolat el planeta i han estat realitzades utilitzant naus espacials no tripulades de la NASA, la majoria de les quals, ajudades per l'assistència gravitatòria, han fet observacions detallades sense sondes espacials dedicades i sense entrar en òrbita. Aquestes missions inclouen dues sondes del programa Pioneer (10 i 11), també dues del programa Voyager (1 i 2), la sonda Ulysses, la Cassini-Huygens i la New Horizons. La sonda Galileo va ser la primera a entrar-hi en òrbita i l'única que n'ha penetrat l'atmosfera, fet que converteix Júpiter en el planeta exterior més visitat.
El juliol de 2016, la nau espacial Juno, llançada el 2011, va completar la seva maniobra d'inserció orbital i ara està en òrbita al voltant del planeta realitzant el seu programa científic per determinar si Júpiter té un nucli rocós.
L'Agència Espacial Europea va seleccionar la missió de classe L1 JUICE el 2012 com a part del programa Cosmic Vision. Fou llançada a l'espai el 14 d'abril de 2023 i, després d'una sèrie de sobrevols en el sistema solar interior, arribarà a Júpiter el 2031.
Alguns administradors de la NASA han especulat amb l'exploració tripulada de Júpiter, però aquest tipus de missions no es consideren factibles amb les tecnologies convencionals. D'altra banda, s'ha avançat la possibilitat de realitzar viatges tripulats des de Mart utilitzant menys recursos que si s'efectuessin des de la Terra utilitzant part de l'infraestructura de transport de Mart d'SpaceX amb combustible extret i produït en sòl marcià.

## Requisits tècnics
En general, els vols als planetes exteriors del sistema solar tenen altes despeses d'energia. Perquè una nau espacial aconsegueixi arribar a l'òrbita de Júpiter des de l'òrbita de la Terra, cal aproximadament la mateixa quantitat d'energia que requeriria elevar-la de la superfície terrestre i col·locar-la en una òrbita terrestre baixa. En astrodinàmica, a aquest canvi de velocitat se'l denomina Δv; la velocitat requerida per arribar a Júpiter des de l'òrbita terrestre és d'un Δv de 9,2 km/s, comparables als 9,7 km/s de Δv necessaris per aconseguir una òrbita terrestre baixa. No obstant això, l'assistència gravitatòria pot ser utilitzada de vegades per ajudar les sondes espacials, requerint menys energia al moment del llançament, encara que augmentaria el temps de la missió.
Un problema encara major radica que aparentment és impossible trepitjar la superfície del planeta; això es deu a la seva composició gasosa, i al fet que per arribar-hi cal una suau transició a la seva atmosfera i el seu fluid interior. A causa que únicament és sòlid el seu nucli, les sondes espacials es precipitarien fins allí a gran velocitat i acabarien resultant destruïdes per la pressió abans d'arribar al nucli, la qual cosa impossibilita qualsevol intent d'estar sobre la seva superfície. A més, un altre problema és la quantitat de radiació a la qual és exposada una sonda que hi arriba, a causa de les dures càrregues de partícules del medi al voltant de Júpiter. Per exemple, la sonda Galileo l'ha orbitat alguns anys i ha excedit notablement la quantitat de radiació per la qual va ser dissenyada; com a resultat d'això ha sofert diversos problemes tècnics i errors atribuïts a l'efecte de la radiació.

## Primers sobrevols

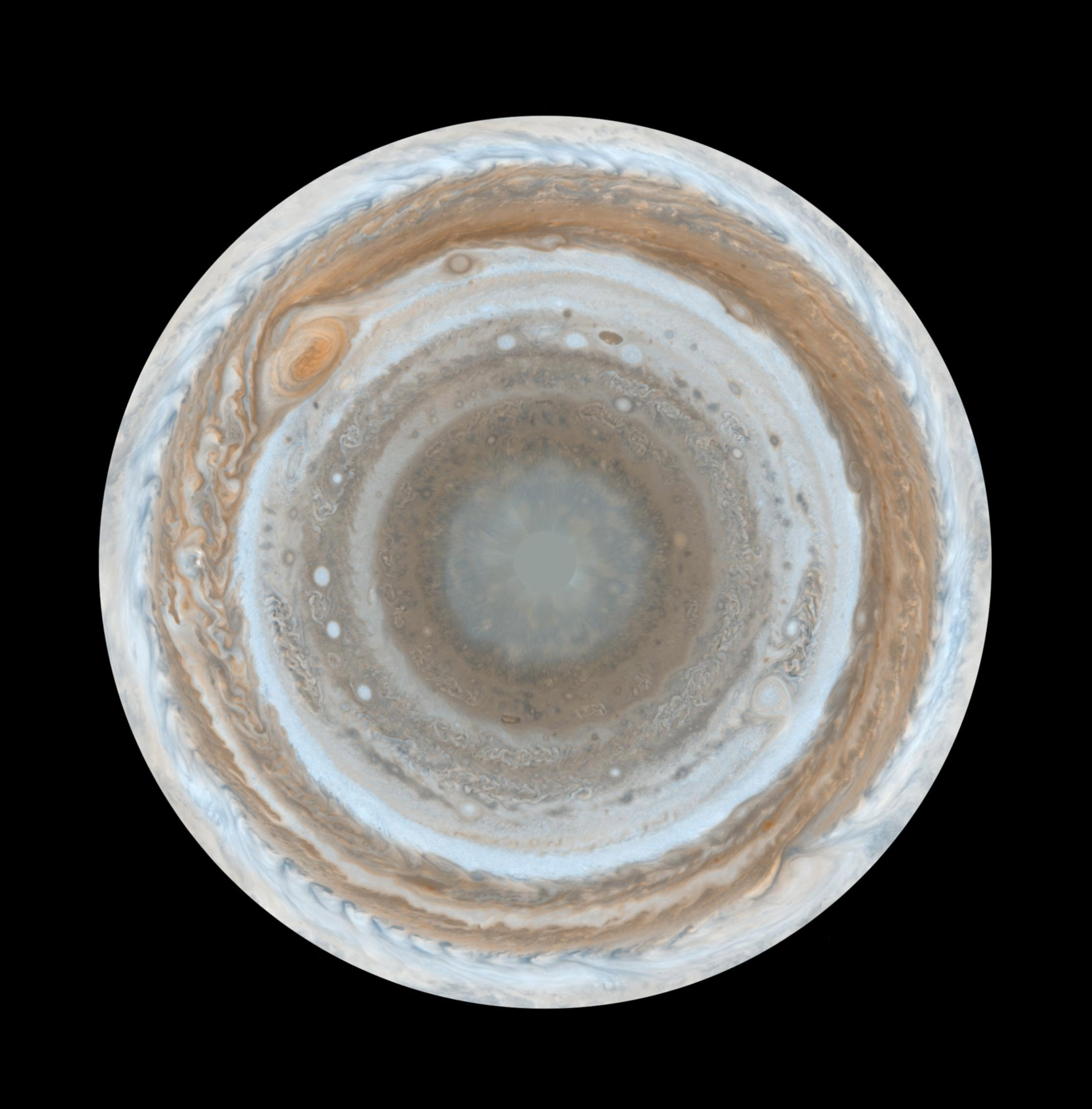
Pol sud (Cassini; 2000)
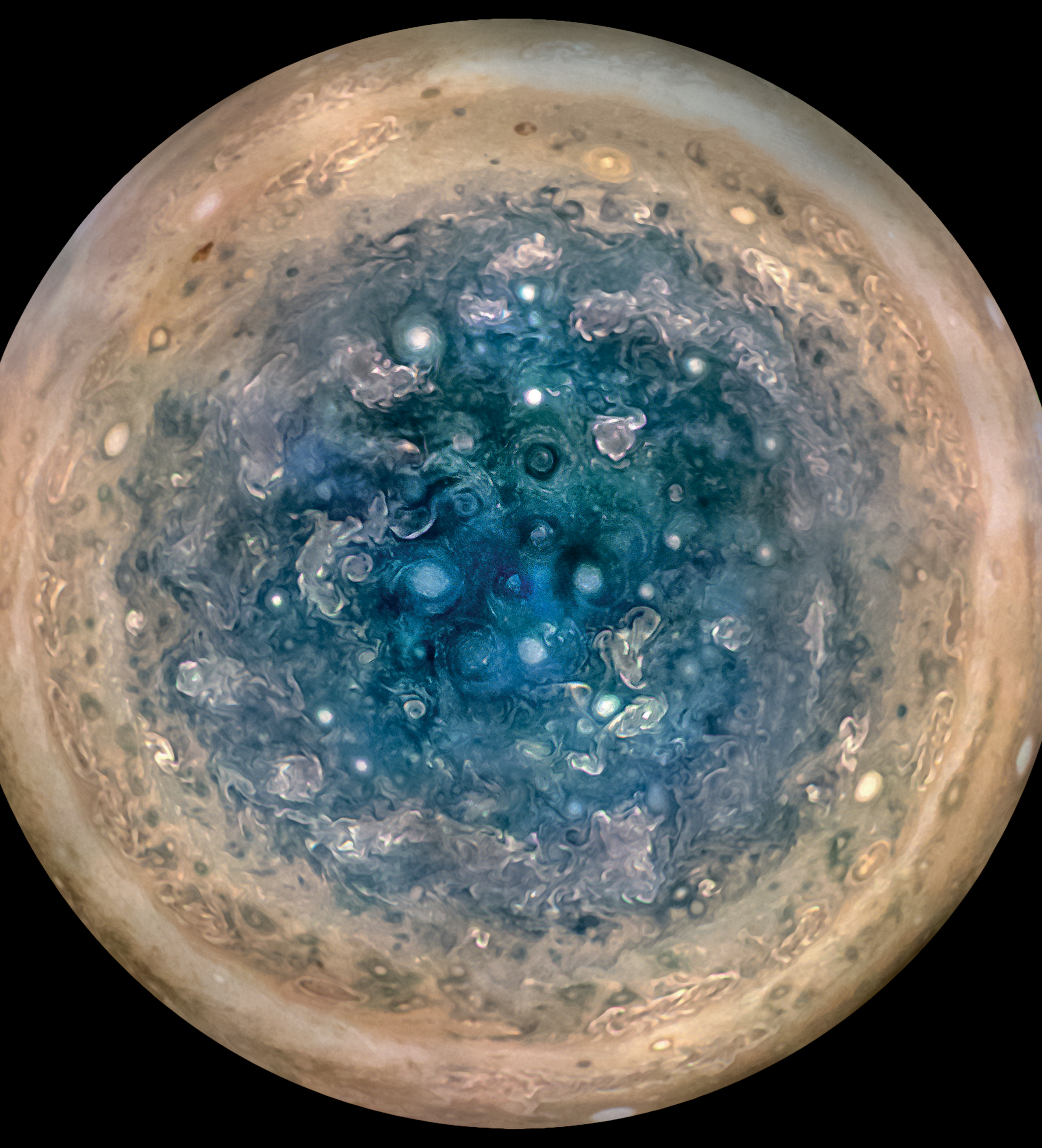
Pol sud (Juno; 2017)

### ProgramaPioneer(1973 i 1974)

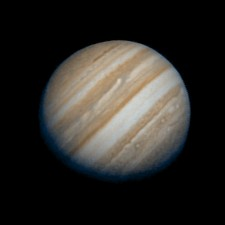
Imatge de Júpiter presa per la sonda Pioneer 10.

Pioneer 10 va ser la primera sonda espacial a explorar Júpiter, el desembre de 1973, seguida per la Pioneer 11 al cap de dotze mesos. Pioneer 10 va prendre les primeres imatges de Júpiter des de prop (3 de desembre), així com dels seus satèl·lits galileans; va estudiar l'atmosfera del planeta, va detectar el seu camp magnètic, va observar els seus cinturons de radiació i va determinar que Júpiter és principalment líquid. La seva successora, la Pioneer 11, va realitzar el seu màxim acostament al planeta el 4 de desembre de 1974 (a uns 34.000 km dels cims dels seus núvols) i va obtenir imatges de la Gran Taca Vermella, va realitzar les primeres observacions de les seves immenses regions polars i va determinar la massa de Cal·listo, un dels seus satèl·lits. La informació recollida per aquestes dues sondes va ajudar els astrònoms i enginyers a millorar el disseny de futures sondes per suportar més efectivament amb el medi ambient del planeta gegant.

### ProgramaVoyager(1979)
Voyager 1 va començar a fotografiar Júpiter el gener de 1979, i va realitzar la seva màxima aproximació el 5 de març següent, a 349.000 km del centre del planeta. Aquest major acostament va permetre una millor resolució de les imatges, encara que la curta duració del sobrevol va signifiar que les observacions dels satèl·lits de Júpiter, anells, camp magnètic i radiació van ser fetes en les 24 hores prèvies i posteriors a l'apropament. Va acabar de fotografiar el planeta a l'abril, i va ser succeïda per la Voyager 2, que va realitzar el seu màxim acostament el 9 de juliol a 576.000 km dels cims dels seus núvols. La sonda va descobrir l'anell de Júpiter, va observar els vòrtexs intricats de l'atmosfera, els volcans actius d'Io, un procés anàleg a les plaques tectòniques de Ganimedes, i nombrosos cràters a Cal·listo.

Animació de l'acostament de la Voyager 1 a Júpiter en 1979.

Les missions Voyager van millorar la comprensió dels satèl·lits galileans i van contribuir en el descobriment dels anells de Júpiter. També van prendre les primeres imatges de la seva atmosfera i van revelar que la Gran Taca Vermella és un anticicló que es mou en contra de les agulles del rellotge, a més d'altres característiques, i altres tempestes més petites prop de la principal. Van descobrir també dos nous satèl·lits petits, Adrastea i Metis, orbitant prop dels anells, sent els primers satèl·lits d'aquest planeta a ser descoberts per una nau espacial. Un tercer satèl·lit, Tebe, va ser descobert entre les òrbites d'Amaltea i Io.
El descobriment d'activitat volcànica al satèl·lit Io va ser la troballa més inesperada de la missió, ja que va ser el primer cop que un volcà actiu s'observava en un cos celeste a part de la Terra. Ambdues van registrar l'erupció de nou volcans a Io, així com l'evidència d'altres erupcions ocorregudes entre les visites de Voyager.
Europa va mostrar un gran nombre de característiques linears creuades en fotografies de baixa resolució de Voyager 1. En un principi, els científics creien que aquestes característiques eren esquerdes profundes, causades per esquerdes en l'escorça o moviments tectònics. Les imatges d'alta resolució de Voyager 2, fetes més a prop de Júpiter, van deixar els científics perplexos ja que els faltava gairebé completament relleu topogràfic. Això va fer que molts suggerissin que aquestes esquerdes podrien ser similars a les flors de gel de la Terra, i que Europa podria haver tingut aigua líquida a l'interior. Europa podria ser activa internament a causa de l'escalfament de marea a un nivell d'una desena part del d'Io, i com a resultat, es creu que el satèl·lit té una capa fina amb menys de 30 km de gel, possiblement surant en un oceà de 50 km de profunditat.

### Ulysses(1992)
El 8 de febrer de 1992, Ulysses es va apropar a Júpiter a 451.000 km (6,3 radis de Júpiter) del seu pol nord per adquirir una gran inclinació orbital al voltant del Sol, prenent una eclíptica de 80,2°. Així, la gravetat de Júpiter va alterar la trajectòria de la sonda de tal manera que comptés amb un afeli d'aproximadament cinc ua (aproximadament la distància del Sol a Júpiter) i un periheli d'una mica més d'una ua (la distància de la Terra al Sol) i passés pels pols del Sol i Júpiter. La sonda va fer mesures de la magnetosfera del planeta. Com que la sonda no tenia càmeres, no es va fer cap imatge. El febrer de 2004 la sonda va tornar a acostar-se a prop de Júpiter. Aquella vegada, la distància des del planeta va ser molt més gran (d'uns 120 milions de km o 0,8 ua) però va fer més observacions de Júpiter.

## Col·lisió del cometa Shoemaker-Levy 9

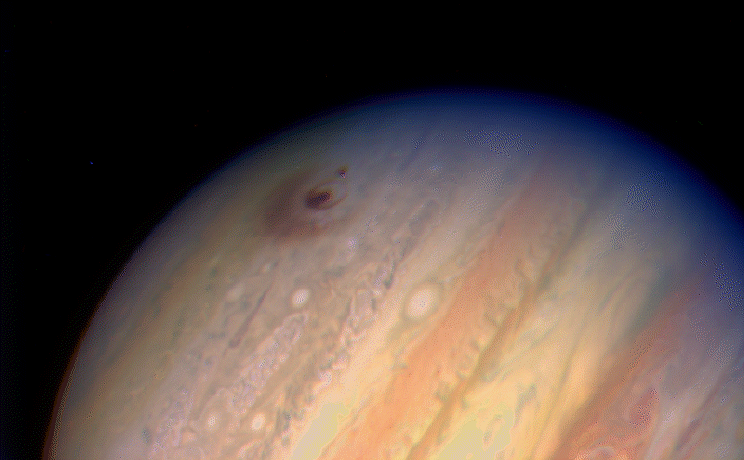
Impacte del fragment G del cometa Shoemaker-Levy 9 a Júpiter

El juliol de 1992 l'òrbita del cometa Shoemaker-Levy 9 va passar al costat del límit de Roche de Júpiter, i les forces de marea del planeta el van destrossar, atraient-lo cap al planeta. El cometa va ser observat posteriorment com una sèrie de fragments de fins a 2 km de diàmetre; fragments que van col·lidir amb l'hemisferi sud de Júpiter entre els dies 16 i 22 de juliol de 1994, amb una velocitat aproximada de 6·104 m/s (60 km/s), i va ser la primera col·lisió directa observada en objectes del sistema solar. Si bé els impactes no van ser vists des de naus espacials sinó des de telescopis instal·lats a la Terra i orbitant-la (el Hubble, per exemple), el seu estudi va aportar detalls sobre la composició atmosfèrica del planeta, així com sobre el seu paper en la reducció de brossa espacial del sistema solar interior. En estar tan a prop d'aquests planetes (Mercuri, Venus, la Terra i Mart) i gràcies a la seva massa i grandària, Júpiter rep impactes de cometes més freqüentment que els altres del sistema solar.
Els observadors tenien l'esperança que els impactes deixessin veure una mica més enllà dels cims dels núvols en ser travessades, ja que els fragments del cometa perforarien l'atmosfera; les observacions espectroscòpiques van revelar la presència de sofre diatòmic (S₂) i sulfur de carboni (CS₂), la primera detecció a Júpiter i tan sols la segona detecció de S₂ en qualsevol objecte astronòmic, així com d'amoníac (NH₃) i àcid sulfhídric (H₂S). Les prominents cicatrius de les col·lisions van romandre-hi diversos mesos i van ser més visibles que la Gran Taca Vermella.

## Galileo(1995-2003)

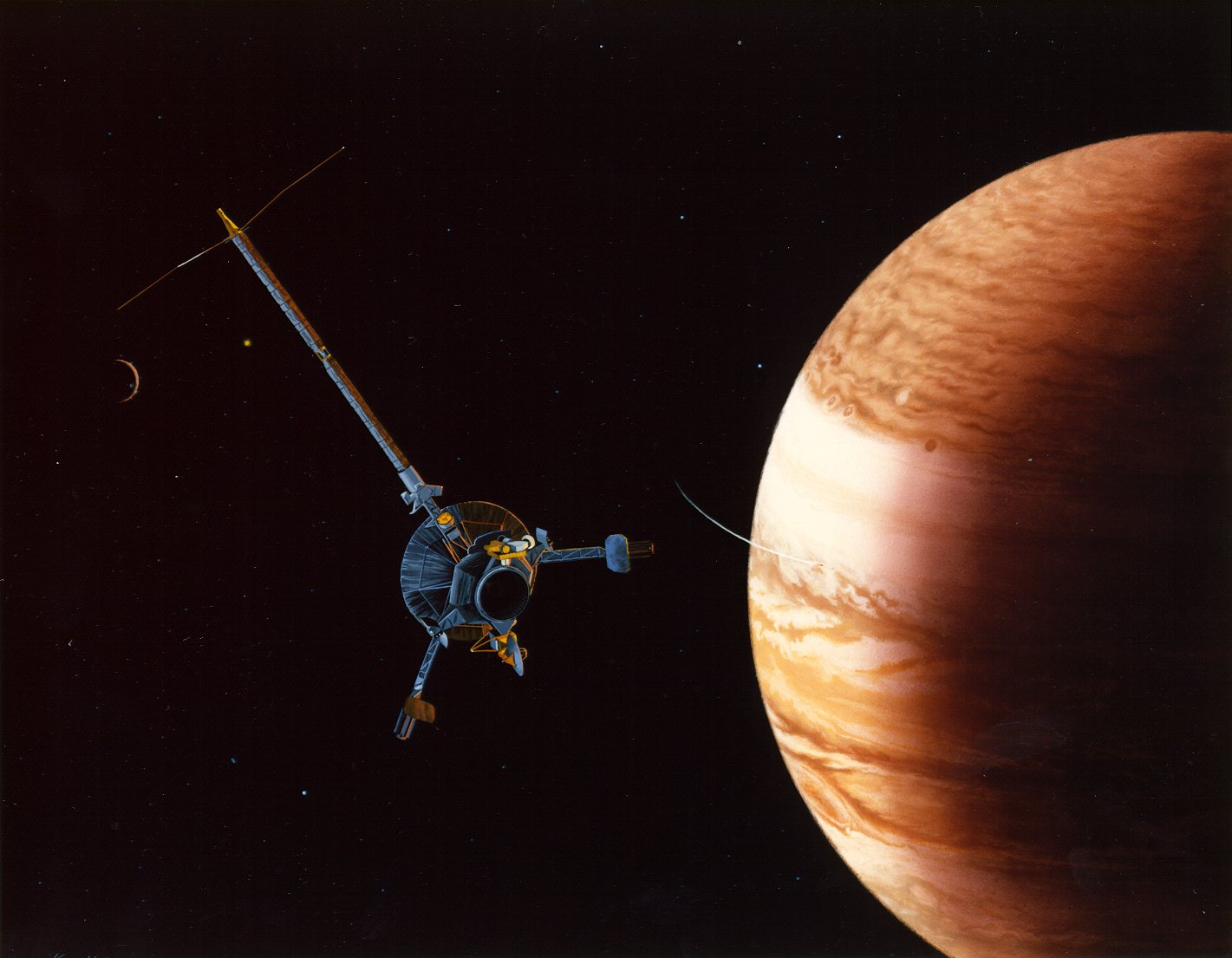
Visió artística de l'arribada de Galileo a Júpiter.

Fins al moment, la missió espacial Galileo ha sigut l'única missió espacial que s'ha quedat orbitant al voltant del planeta, des del 7 de desembre de 1995 fins a ser destruït set anys després, quan la missió va ser abandonada el 21 de setembre de 2003 després d'haver realitzat 35 òrbites. Durant aquest període va reunir una gran quantitat d'informació sobre el planeta i el seu sistema, encara que no va ser tanta com es preveia a causa d'una fallada en el desplegament de l'antena de transmissió. Els principals esdeveniments durant els vuit anys que va abastar la missió van incloure múltiples vols en tots els satèl·lits galileans, incloent Amaltea, sent la primera sonda a fer-ho. En part, va ser testimoni de l'impacte del cometa Shoemaker-Levy 9, ja que es va apropar a Júpiter el 1994 i va enviar una prova atmosfèrica del planeta el desembre de 1995.
Una sonda atmosfèrica va ser desplegada des de Galileo el juliol de 1995, i va entrar a l'atmosfera el 7 de desembre d'aquell any. Després de descendir-hi amb gran força g va ser destruïda per la pressió i la temperatura després de travessar 150 km d'atmosfera i recollir dades durant 57,6 minuts, termini durant el qual la sonda va ser sotmesa a 22 vegades la temperatura terrestre, a 153 °C. Es creu que es va fondre i probablement, es va evaporar. Galileo va tenir la mateixa sort, encara que més ràpidament, després de ser dirigit deliberadament cap al planeta a 5·104 m/s (50 km/s) amb la finalitat d'evitar que fallés i pogués contaminar Europa.
Entre els resultats científics obtinguts per Galileo es troba la primera observació de núvols d'amoníac en l'atmosfera d'un planeta diferent de la Terra; l'atmosfera crea núvols de gel d'amoníac a partir de materials procedents de les profunditats. Al mateix temps, es va confirmar l'àmplia activitat volcànica que se sospitava que tenia Io, cent vegades major que la terrestre, considerant la calor i la seva freqüència com un exemple del que va ser la Terra recentment formada; en aquest satèl·lit s'hi van observar a més les complexes interaccions plasmàtiques de l'atmosfera, la qual cosa origina corrents elèctrics similars als del planeta que orbita. També va aportar proves que confirmen l'existència d'un oceà líquid sota el gel de la superfície d'Europa i va realitzar la primera detecció d'un considerable camp magnètic al voltant d'un satèl·lit (Ganimedes), l'evidència de camps magnètics que suggereixen la presència d'un oceà salat sota la superfície visible d'Europa, Ganimedes i Cal·listo, així com d'una prima capa atmosfèrica en els tres satèl·lits, denominada exosfera.
Galileo va proporcionar a més dades per facilitar la comprensió de la formació dels anells de Júpiter, que es van generar, pel que sembla, per la pols interplanetària de meteoroides i el trencament dels petits satèl·lits, així com l'observació de dos anells exteriors i la possibilitat que n'existeixi un d'addicional en l'òrbita d'Amaltea. Galileo va identificar l'estructura i dinàmica global de la magnetosfera del planeta.
L'11 de desembre de 2013, la NASA va informar basant-se en els resultats de la sonda, de la detecció de «minerals argilosos» (concretament fil·losilicats), sovint associats amb matèria orgànica, sobre l'escorça gelada d'Europa, satèl·lit de Júpiter. Segons els científics, la presència dels minerals podria haver sigut el resultat d'una col·lisió amb un asteroide o cometa.

## Cassini–Huygens(2000)

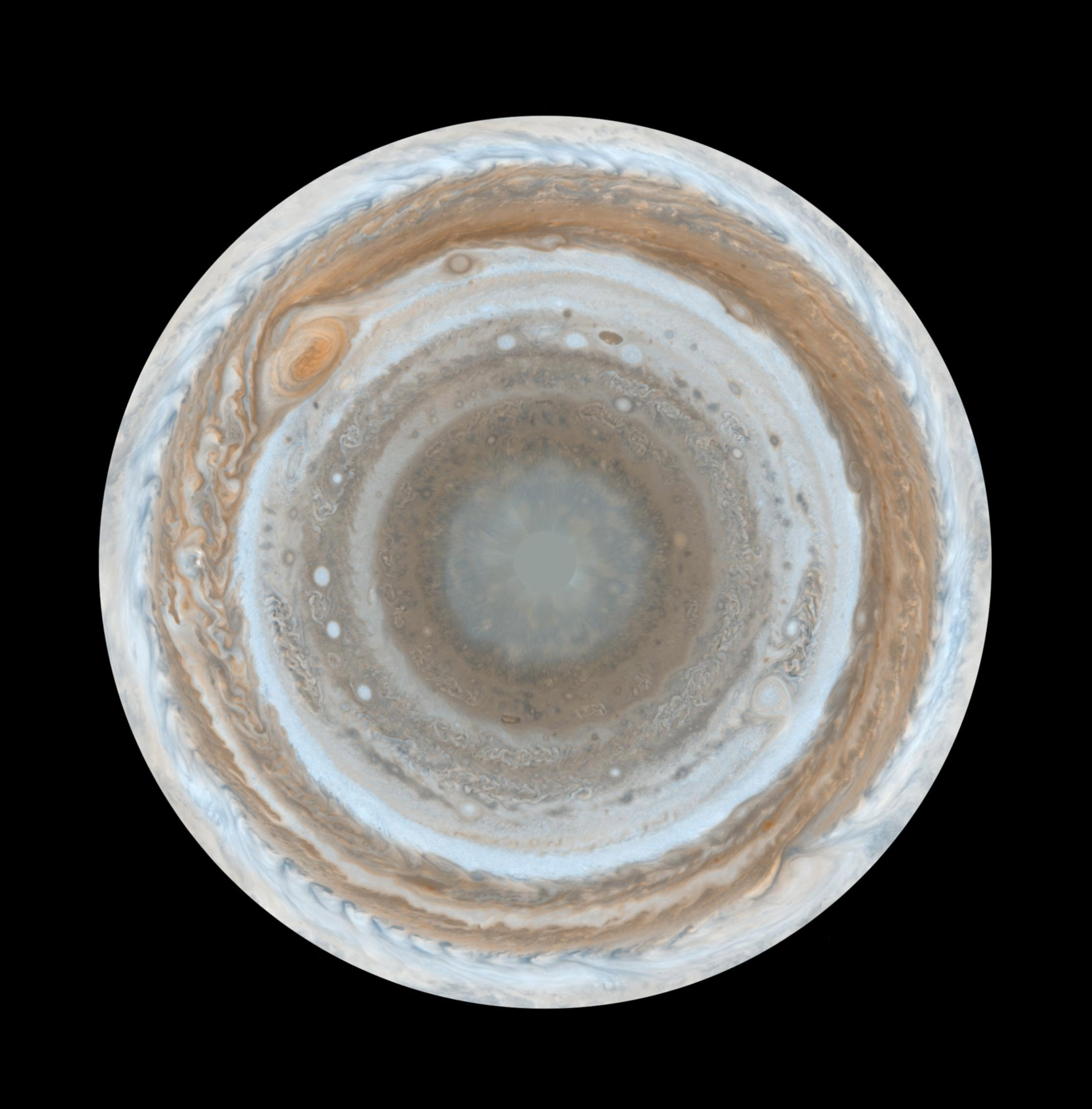
Júpiter des del seu pol sud, fotografia presa el desembre del 2000 per Cassini–Huygens.

El 2000, en el seu viatge cap a Saturn, Cassini-Huygens es va apropar al planeta, i va aportar algunes de les imatges de major qualitat mai preses a Júpiter, i va realitzar la seva màxima aproximació el 30 de desembre d'aquell any i efectuà alguns mesuraments científics. Cassini-Huygens va prendre al voltant de 26.000 imatges durant el transcurs dels mesos que va durar el seu sobrevol, i va fer un dels mapes a color més detallats de Júpiter, en el qual els elements més petits visibles són del voltant de 60 km.
Una de les principals troballes de la missió espacial, anunciada el 6 de març de 2003, va ser la circulació atmosfèrica de Júpiter. Els cinturons foscos s'alternen amb les zones il·luminades de l'atmosfera. Durant molt temps els científics van creure que les zones, amb els seus núvols pàl·lids, eren les regions d'on sorgia l'aire cap a l'atmosfera exterior, de manera similar a com passa a la Terra. No obstant això, amb l'anàlisi de les imatges de Cassini-Huygens s'evidencia que les cèl·lules de tempesta individuals sorgeixen als brillants núvols blancs, massa petites per ser vistes des de la Terra, a excepció de quan es troben immerses en els cinturons foscos.
| «                                                                        | The belts must be the areas of net-rising atmospheric motion on Jupiter, [so] the net motion in the zones has to be sinking. | Els cinturons han de ser les àrees d'augment net de moviment atmosfèric a Júpiter, [per la qual cosa] la el moviment net de les zones ha de disminuir. | » |
| — Anthony del Genio, del Goddard Institute for Space Studies de la NASA. | | |   |

Altres observacions atmosfèriques van incloure un remolí fosc amb forma d'oval en l'alta boirina atmosfèrica, amb grandària similar a la de la Gran Taca Vermella, a prop del pol nord, i imatges en infraroig van revelar dades de la circulació de les regions polars, amb bandes de vent que les envolten i bandes adjacents que es mouen en direccions oposades. Aquest comunicat també parlava del comportament dels anells de Júpiter. La dispersió de la llum per partícules en els anells va mostrar que aquestes presenten formes irregulars (no esfèriques) i probablement siguin producte d'ejeccions d'impactes en els satèl·lits del planeta, com Adrastrea i Metis. El 19 de desembre de 2000, la nau va prendre una imatge de baixa resolució d'Himalia, però va ser massa llunyana com per observar cap detall de la superfície del satèl·lit.

## New Horizons(2007)

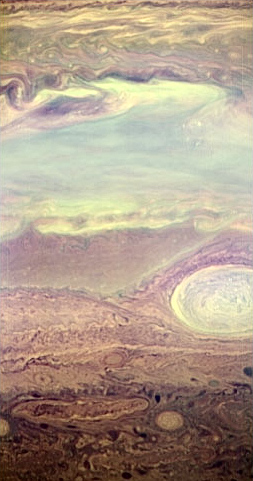
Imatge infrarroja de Júpiter presa per New Horizons.

En el seu viatge cap a Plutó, el New Horizons es va apropar a Júpiter per rebre assistència gravitatòria, sent la primera nau espacial llançada directament a aquest planeta des de la Terra des que s'havia fet el mateix amb Ulysses el 1990. Utilitzant el mecanisme de Reconeixement d'Imatges a Llarg Abast (en anglès Long Range Reconnaissance Imager, abreujat LORRI) va prendre les primeres imatges de Júpiter el 4 de setembre de 2006. La nau va iniciar un estudi més detallat del sistema de Júpiter el desembre d'aquell any i el 28 de febrer de 2007 va realitzar la seva màxima aproximació.
Malgrat estar a prop de Júpiter, els instrument de New Horizons van prendre mesures precises de les òrbites dels satèl·lits interiors del planeta, particularment d'Amaltea. La càmera va mesurar els volcans d'Ío i va estudiar els quatre satèl·lits galileans en detall, a més d'estudiar a llarga distància altres satèl·lits com Himalia i Elara. També va estudiar la Petita Taca Vermella, la magnetosfera i el prim sistema d'anells.
El 19 de març de 2007 l'ordinador Command and Data Handling va experimentar un error de memòria incorregible i es va reiniciar, cosa que va fer que la nau espacial entrés en mode segur. La sonda es va recuperar completament al cap de dos dies, amb pèrdua de dades de la magnetocua de Júpiter. No es van associar altres esdeveniments de pèrdua de dades amb la trobada. A causa de la immensa grandària del sistema de Júpiter i la proximitat relativa del sistema jovià a la Terra en comparació amb la proximitat de Plutó a la Terra, New Horizons va enviar més dades a la Terra de la trobada amb Júpiter que de la de Plutó.

## Juno(2016)

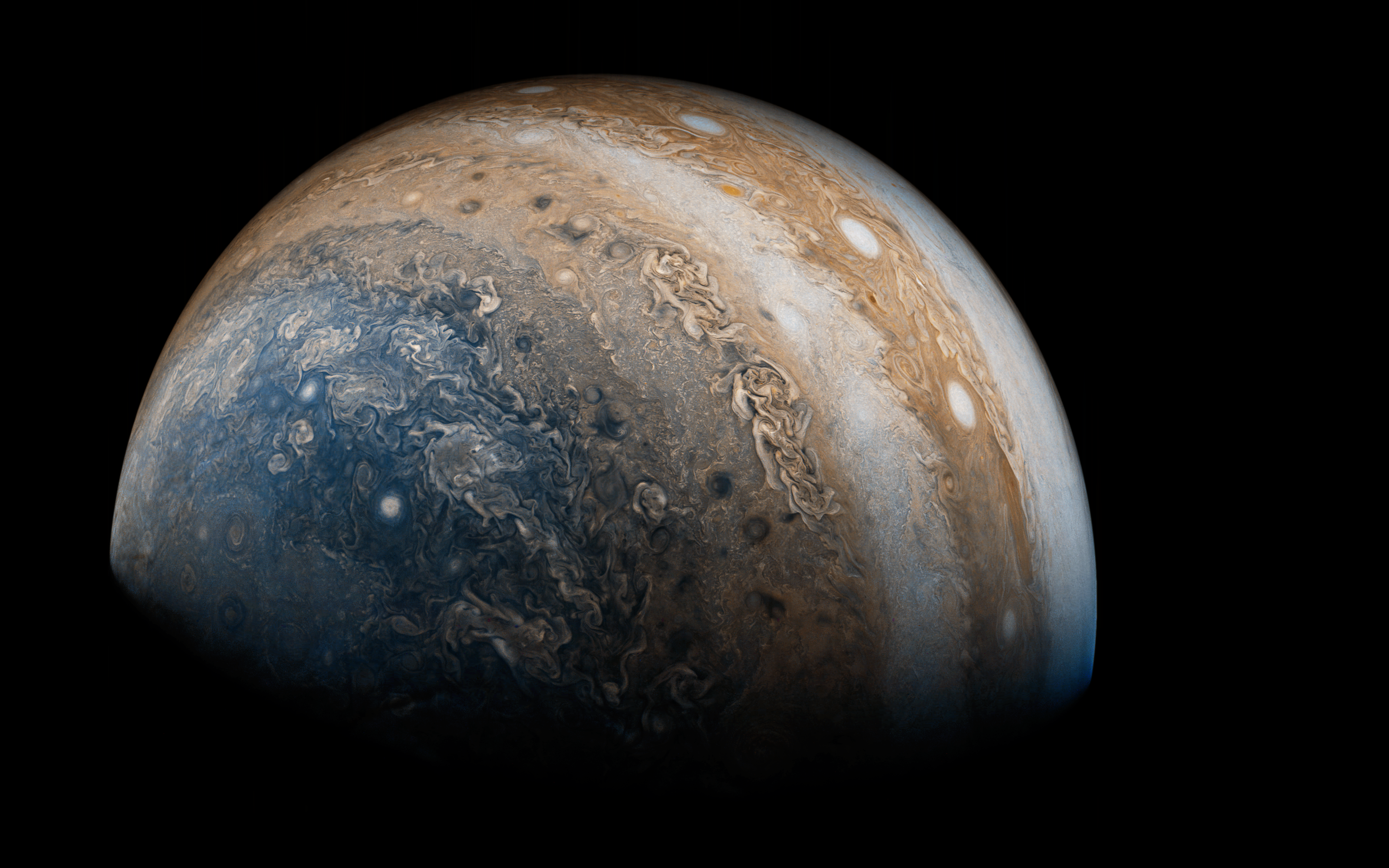
Júpiter (hemisferi sud) – passada en perijove segons vist per la JunoCam.

La NASA va llançar la sonda Juno el 5 d'agost de 2011 per estudiar Júpiter detalladament. Va entrar en una òrbita polar el 5 de juliol de 2016. La nau està estudiant la composició del planeta, el camp gravitatori, el camp magnètic, i la magnetosfera polar. Juno també busca pistes sobre com es va formar Júpiter, incloent si el planeta té un nucli rocós, la quantitat d'aigua present a l'atmosfera profunda i com es distribueix la massa al planeta. Juno també estudia els vents profunds de Júpiter,
que poden arribar a velocitats de 600 km/h.

## Jupiter Icy Moon Explorer(en ruta)
El Jupiter Icy Moon Explorer (JUICE) de l'ESA va ser seleccionat com a part del programa científic Cosmic Vision. Fou llançat el 14 d'abril de 2023 i, després d'una sèrie de sobrevols en el sistema solar interior, arribarà a Júpiter el 2031. El 2012, l'Agència Espacial Europea va seleccionar la JUpiter ICy moon Explorer (JUICE) com la seva primera gran missió, en substitució de la seva contribució a l'EJSM, el Jupiter Ganymede Orbiter (JGO). La col·laboració de l'Europa Jupiter System Mission ja va finalitzar, però la NASA continuarà contribuint a la missió europea amb maquinari i un instrument.

## Europa Clipper(en ruta)
El 14 d'octubre de 2024 la NASA va llançar l'orbitador espacial Europa Clipper que ha d'estudiar el satèl·lit Europa de Júpiter. Està previst que entri en l'òrbita de Júpiter després d'una travessa de 5,5 anys, amb assistències gravitatòries de Mart i la Terra. La nau hauria de sobrevolar Europa almenys unes 49 vegades de tal forma que es minimitzin els possibles danys que podria rebre de la intensa radiació que emet Júpiter.

## Missions proposades
L'Administració Espacial Nacional de la Xina, que té per sigles en anglès CNSA, està planejant enviar dues naus espacials Senshuo el 2025 o el 2026 per tal de sobrevolar Júpiter en el seu camí per explorar l'heliosfera. Separadament, la CNSA també ha anunciat plans per llançar el 2029 la missió Tianwen-4, amb l'objectiu d'arribar a l'òrbita de Júpiter al desembre de 2035 i entrar en òrbita de la seva lluna Cal·listo al febrer de 2038.

### Missions cancel·lades
A causa de la possibilitat d'oceans líquids al subsòl dels satèl·lits de Júpiter Europa, Ganímedes i Cal·listo, hi ha hagut un gran interès per estudiar detalladament els satèl·lit gelats. Les dificultats de finançament n'han retardat el progrés. L'Europa Orbiter va ser una missió planificada de la NASA a Europa, que va ser cancel·lada l'any 2002. Els seus principals objectius van ser determinar la presència o absència d'un oceà subsuperficial i identificar llocs candidats per a futures missions d'aterratge. La JIMO (Jupiter Icy Moons Orbiter) de la NASA, que es va cancel·lar el 2005, i la missió europea Jovian Europa Orbiter també es van estudiar, però van ser substituïdes per la Europa Jupiter System Mission.
La Europa Jupiter System Mission (EJSM) va ser una proposta conjunta de la NASA i l'ESA per a l'exploració de Júpiter i els seus satèl·lits. El febrer de 2009 es va anunciar que ambdues agències espacials havien donat prioritat a aquesta missió davant de la Titan Saturn System Mission. La proposta incloïa una data de llançament al voltant del 2020 i va consistir en la Jupiter Europa Orbiter liderada per la NASA, i Jupiter Ganymede Orbiter per part de l'ESA. La contribució de l'ESA va trobar competència d'altres projectes de l'ESA pel finançament. No obstant això, el Jupiter Europa Orbiter (JEO), la contribució de la NASA va ser considerada per la Planetary Decadal Survey ser massa cara. El sondeig va donar suport a una alternativa més barata a la JEO.

## Exploració tripulada

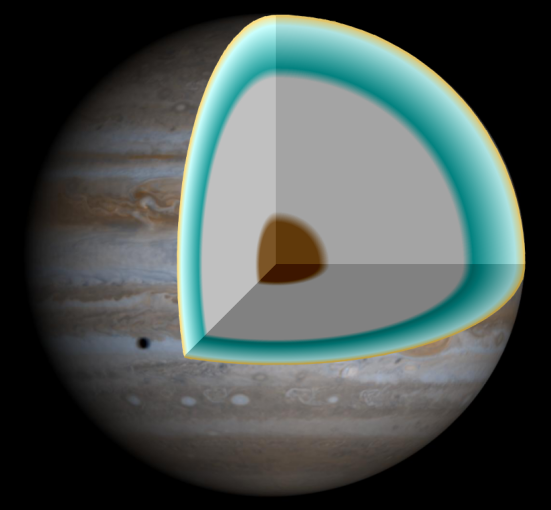
Il·lustració d'un tall transversal de Júpiter, on només és sòlida la porció marró.

Tot i que els científics necessiten més proves per determinar l'abast d'un nucli rocós a Júpiter, els seus satèl·lits galileans ofereixen la possibilitat d'una futura exploració humana.
Els objectius específics són Europa, a causa del seu potencial per a la vida, i Cal·listo, per la seva dosi de radiació relativament baixa. El 2003, la NASA va proposar un programa anomenat Human Outer Planets Exploration (HOPE) que implicava enviar astronautes per explorar els satèl·lits galileans. La NASA n'ha projectat un possible intent durant la dècada de 2040. En la política de Vision for Space Exploration que es va anunciar el gener de 2004, la NASA va discutir missions més enllà de Mart, que esmentaven que una «presència d'investigacions tripulades» pot ser desitjable als satèl·lits de Júpiter. Abans que la missió JIMO fos cancel·lada, l'administrador de la NASA Sean O'Keefe va declarar que els «exploradors humans hi aniran després».

### Potencial per a la colonització
La NASA ha especulat sobre la viabilitat de la mineria a les atmosferes dels planetes exteriors, especialment per l'heli 3, un isòtop de l'heli que és poc freqüent a la Terra i podria tenir un valor molt elevat per unitat de massa com a combustible termonuclear. Les fàbriques estacionades en òrbita podrien extreure el gas i lliurar-lo a naus espacials visitants. No obstant això, el sistema jovià en general presenta desavantatges específics per a la colonització a causa de les greus condicions de radiació que prevalen a la magnetosfera de Júpiter i el pou de gravetat particularment profund del planeta. Júpiter podria lliurar uns 36 Sv (3600 rem) per dia a colons sense protecció a Ío i uns 5,4 Sv (540 rems) per dia a Europa, que és un aspecte decisiu a causa del fet que ja amb una exposició al voltant de 0,75 Sv durant un període de pocs dies és suficient per produir una intoxicació per radiació i uns 5 Sv en pocs dies és fatal.
| Satèl·lit       | rem/dia |
| --------------- | ------- |
| Ío              | 3600    |
| Europa          | 540     |
| Ganimedes       | 8       |
| Cal·listo       | 0,01    |
| Terra (Màxima)  | 0,07    |
| Terra (Mitjana) | 0,0007  |

Ganimedes és el satèl·lit més gros del sistema solar i l'únic satèl·lit conegut del sistema solar amb una magnetosfera, però això no la protegeix de la radiació còsmica en un grau notable, perquè està eclipsada pel camp magnètic de Júpiter. Ganimedes rep aproximadament 0,08 Sv (8 rem) de radiació per dia. Cal·listo està més lluny del fort cinturó de radiació de Júpiter i només està subjecte a 0,0001 Sv (0,01 rem) al dia. Per comparar, la quantitat mitjana de radiació que rep un organisme viu a la Terra és de 0,0024 Sv per any; els nivells terrestres de més alta radiació natural mai registrats van ser al voltant de 0,26 Sv per any a les aigües termals de Ramsar.
Un dels objectius principals triats per l'estudi HOPE va ser Cal·listo. Es va proposar la possibilitat de construir una base sobre la superfície de Cal·listo, a causa dels baixos nivells de radiació per la seva distància de Júpiter i la seva estabilitat geològica. Cal·listo és l'únic satèl·lit galileà l'exploració humana del qual és factible. Els nivells de radiació ionitzant a Ío, Europa i Ganimedes són hostils per la vida humana i encara no s'han dissenyat mesures de protecció adequades.
Seria possible construir una base superficial que produiria combustible per a una posterior exploració del sistema solar. El 1997, el Projecte Artemis va dissenyar un pla per colonitzar Europa. Segons aquest pla, els exploradors s'endinsarien a l'escorça de gel d'Europa, entrarien en el subsòl oceànic, on habitarien les cambres d'aire artificials.